# Episodi di Strega per amore (seconda stagione)
La seconda stagione di Strega per amore è andata in onda negli Stati Uniti d'America dal 26 settembre 1966 al 24 aprile 1967 sul canale statunitense NBC.
| nº | Titolo originale                                       | Titolo italiano                                          | Prima TV USA      | Prima TV Italia |
| -- | ------------------------------------------------------ | -------------------------------------------------------- | ----------------- | --------------- |
| 1  | Happy Anniversary                                      | Felice anniversario                                      | 12 settembre 1966 |                 |
| 2  | Always on Sunday                                       | Sempre di domenica                                       | 19 settembre 1966 |                 |
| 3  | My Master, the Rich Tycoon                             | Il grande magnate                                        | 26 settembre 1966 |                 |
| 4  | My Master, the Rainmaker                               | Il mago della pioggia                                    | 3 ottobre 1966    |                 |
| 5  | My Wild Eyed Master                                    | Una vista quasi perfetta                                 | 10 ottobre 1966   |                 |
| 6  | What's New, Poodle Dog?                                | Il migliore amico dell'uomo                              | 17 ottobre 1966   |                 |
| 7  | The Fastest Gun in the East                            | La pistola più veloce del West                           | 24 ottobre 1966   |                 |
| 8  | How to Be a Genie in 10 Easy Lessons                   | Dieci lezioni per diventare un genio                     | 31 ottobre 1966   |                 |
| 9  | Who Needs a Green Eyed Jeannie?                        | Il genio geloso                                          | 7 novembre 1966   |                 |
| 10 | The Girl Who Never Had a Birthday, Part 1              | La ragazza che non ha mai avuto un compleanno - 1ª parte | 14 novembre 1966  |                 |
| 11 | The Girl Who Never Had a Birthday, Part 2              | La ragazza che non ha mai avuto un compleanno - 2ª parte | 21 novembre 1966  |                 |
| 12 | How Do You Beat Superman?                              | Come si fa a battere Superman                            | 28 novembre 1966  |                 |
| 13 | My Master, the Great Caruso                            | La donna è mobile                                        | 5 dicembre 1966   |                 |
| 14 | The World's Greatest Lover                             | Dongiovanni, Valentino, Casanova                         | 12 dicembre 1966  |                 |
| 15 | Jeannie Breaks the Bank                                | Il prestito                                              | 19 dicembre 1966  |                 |
| 16 | My Master, the Author                                  | Fuori l'autore                                           | 26 dicembre 1966  |                 |
| 17 | The Greatest Invention in the World                    | La più grande invenzione del mondo                       | 9 gennaio 1967    |                 |
| 18 | My Master, the Spy                                     | La spia                                                  | 16 gennaio 1967   |                 |
| 19 | You Can't Arrest Me... I Don't Have a Driver's License | Non potete arrestarmi!                                   | 23 gennaio 1967   |                 |
| 20 | One of Our Bottles is Missing                          | Manca una delle nostre bottiglie                         | 30 gennaio 1967   |                 |
| 21 | My Poor Master, the Civilian                           | Il cittadino privato                                     | 6 febbraio 1967   |                 |
| 22 | There Goes the Best Genie I Ever Had                   | Il genio migliore che abbia mai conosciuto               | 20 febbraio 1967  |                 |
| 23 | The Greatest Entertainer in the World                  | Il più grande showman                                    | 27 febbraio 1967  |                 |
| 24 | My Incredible Shrinking Master                         | Un padrone in miniatura                                  | 6 marzo 1967      |                 |
| 25 | My Master, the Pirate                                  | Il pirata Nelson                                         | 13 marzo 1967     |                 |
| 26 | A Secretary is Not a Toy                               | Una segretaria non è un giocattolo                       | 20 marzo 1967     |                 |
| 27 | There Goes the Bride                                   | L'incantesimo di Lahalabah                               | 27 marzo 1967     |                 |
| 28 | My Master, Napoleon's Buddy                            | Il mio padrone consigliere dell'Imperatore               | 3 aprile 1967     |                 |
| 29 | The Birds and Bees Bit                                 | Come sarà il nostro futuro?                              | 10 aprile 1967    |                 |
| 30 | My Master, the Swinging Bachelor                       | La torta della giovinezza                                | 17 aprile 1967    |                 |
| 31 | The Mod Party                                          | Una festa alla moda                                      | 24 aprile 1967    |                 |

## La ragazza che non ha mai avuto un compleanno (prima parte)
Dopo un discorso con Tony, Jeannie scopre di non sapere la sua data di nascita. Con l'aiuto di Roger e della macchina Eric, Tony cerca di scoprire quand'è nata.

## La ragazza che non ha mai avuto un compleanno (seconda parte)
Roger riesce a scoprire la data, e ogni volta cerca di farlo scoprire a Tony e Jeannie con degli indovinelli; anche quand'è in Alaska per una missione. Jeannie è ansiosa e Tony gli organizza una festa tra i due, ma lei invita anche Cleopatra, William Shakespeare, Enrico VIII d'Inghilterra, Freud ed altri personaggi famosi.

## Come si fa a battere Superman
Jeannie, stanca che Tony preferisca la partita ad un picnic con lei, crea un uomo ricco, intellettuale e sportivo che le piace per farlo ingelosire.

## La donna è mobile
Jeannie regala una voce da Caruso a Tony, che viene sorpreso dal generale Peterson e che lo costringe a cantare in TV per uno spettacolo dell'aviazione. Intanto Roger è tornato e Jeannie lo assilla per la data del compleanno.

## Dongiovanni, Valentino, Casanova
Sospettando che non venga alla cena a 4 perché non è fidanzato, Jeannie rende tutte le donne innamorate di Roger. Perfino la donna di un mafioso e la Sig.ra Bellows.

## Il prestito
Jeannie spende 1000 euro per la cena della sera precedente (caviale, anatra all'arancia, Crêpe Suzette ed altre prelibatezze) e quindi Tony non può mettere la sua parte di soldi per comprare una barca con Roger. Così si rivolge ad una banca per un prestito, che deve restituire alla banca dei compaesani di Jeannie.

## Fuori l'autore
Jeannie scrive un libro sull'educazione dei bambini e ci mette il nome di Tony, come autore, che quindi gli viene chiesto di badare al pestifero nipote del Dr. Bellows e alla silenziosa nipote del generale Peterson. Ma lui li separa temendo che se si incontrassero, avendo caratteri opposti, accadrebbe qualcosa di insolito.

## La più grande invenzione del mondo
Un incidente di Roger e Tony, mentre il primo stava per dire a Jeannie che desiderio aveva, porterà alla più grande invenzione al mondo (una giacca che non si può sporcare, tagliare o bruciare), ma che costerà il trasferimento al povero Dr. Bellows dopo aver rovinato tre divise del generale Peterson.

## La spia
Visto a Parigi con Jeannie a fare colazione (da dei Maggiori francesi), e contemporaneamente presente a una riunione alla base aeronautica, il Dr. Bellows crede che Tony abbia un sosia che è una spia infiltrata alla base.

## Non potete arrestarmi!
Jeannie usa l'auto di Tony, e una serie di eventi condannerà di inflazione e corruzione l'astronauta!

## Manca una delle nostre bottiglie
La Sig.ra Bellows si innamora della bottiglia di Jeannie e vuole farne un duplicato. Ma quando Tony e Roger le recuperano, scambiano le bottiglie e danno ai Bellows quella con Jeannie dentro!

## Il cittadino privato
A Tony viene offerto un lavoro privato, e lui accetta. Ma questo significa rinunciare ai suoi sogni da astronauta: Jeannie e Roger vogliono impedirlo.

## Una segretaria non è un giocattolo
Per far diventare Tony Generale, Jeannie diventa la nuova segretaria del Generale Peterson.

## L'incantesimo del Lahalabah
Jeannie vuole trovare un modo per sposarsi con Tony, e dopo vari tentativi gli fa un incantesimo d'amore. Ma la legge dei geni vieta che uno lo faccia al proprio padrone.

## Il mio padrone consigliere dell'Imperatore
Scoprendo che gli piace, Jeannie porta Tony da Napoleone Bonaparte nella Francia dell'800.

## Come sarà il nostro futuro?
Tony si decide finalmente a sposare Jeannie. Ma il loro futuro da coniugi e genitori è pieno non solo di alti, ma anche di bassi.

## La torta della giovinezza
I Bellows si autoinvitano ad una cena da Tony, che invita una sua amica, Roger e una di quest'ultimo. Tony deve allontanare Jeannie, che però si vendicherà con le portate della cena specialmente il dessert!

## Una festa alla moda
Tony e Roger devono mentire ai signori Bellows, inventando di non poter partecipare all'incontro a casa loro a causa di...